# Mahali szövőveréb
A mahali szövőveréb (Ploceus mahali) a madarak osztályának a verébalakúak (Passeriformes) rendjéhez, ezen belül a szövőmadárfélék (Ploceidae) családjához tartozó faj.

## Előfordulása
Afrika középső és déli részén honos.

## Alfajai
- Ploceus mahali mahali
- Ploceus mahali stentor
- Ploceus mahali terricolor
- Ploceus mahali pectoralis

## Megjelenése
Testhossza 17-19 centiméter.

## Szaporodása
Nagy telepekben fészkel. A fészek szalmából szőtt  építmény, mely faágra van rögzítve.
|  |  |